# Kálium-propionát
A kálium-propionát (E283) a propionsav káliummal alkotott sója. 
A propionsavhoz hasonlóan a kálium-propionát meggátolja egyes penészgombák és baktériumok szaporodását. Ennek eredményeként széles körben használják emberi fogyasztásra szánt élelmiszerek tartósításához E283 néven. 
Oldott állapotban a propionsav jellegzetes szaga miatt nem alkalmazható nagy töménységben, ezért nincs maximum beviteli korlátja. Előfordulhat egyes sajtokban, pékárukban, pizzákban és egyes hústermékekben. Nincs ismert mellékhatása.

## Külső források
- http://www.food-info.net/uk/e/e283.htm
- http://www.fao.org/docrep/W6355E/w6355e0r.htm